# Ian McWhinney
Ian Renwick McWhinney, OC, FRCGP, FCFP, FRCP, (11 de outubro de 1926 – 28 setembro de 2012) foi um médico e professor inglês, conhecido como o "fundador" da Medicina de Família no Canadá, pelo seu trabalho na criação do programa de medicina de família da Universidade de Western Ontario.

## Biografia
Nasceu em Burnley, Inglaterra, e estudou no Cheltenham College de 1940 a 1944. Serviu no corpo médico durante a Segunda Guerra Mundial. Após a guerra, estudou no Clare College, Cambridge, e no St. Bartholomew’s Hospital da Universidade de Londres.
Atuou como médico de família junto de seu pai, em Stratford-upon-Avon, por treze anos.
Foi inspirado, particularmente, por dois artigos, o trabalho de James MacKenzie e uma publicação sobre o ensino de pós-graduação em medicina de família no New England Journal of Medicine. Estas levaram-no a escrever seu primeiro livro, The Early Signs of Illness: Observations in General Practice, em 1964, ganhando um Nuffield Traveling Fellowship em medicina de família com Robert Haggerty na Universidade de Harvard. Em 1968, mudou-se com sua família para o Canadá e assumiu a primeira cadeira de medicina de família da Universidade de Western Ontario. Era admirado e ficou conhecido como o "Osler" dos médicos de família do Canadá, em alusão a William Osler, tido como o "pai da Medicina moderna".
Publicou cerca de 110 artigos durante toda a sua vida e é lembrado pela sua obra mais conhecida, A Textbook of Family Medicine.
Em 1997, tornou-se um Oficial da Ordem do Canadá. Em 2000, foi homenageado pelas Universidades de Oslo e de Western Ontario. Em 2006, foi incluído no Canadian Medical Hall of Fame.
McWhinney faleceu em 28 de setembro de 2012.
O "Ian McWhinney Family Medicine Education Award" é um prêmio conferido a professores de medicina de família únicos e inovadores, que desempenham trabalhos relevantes para o Canadá.